# BELOVED (GLAYのアルバム)
『BELOVED』（ビーラヴド）は、日本のロックバンド、GLAYのメジャー3作目のオリジナル・アルバムであり、本作の収録曲の1つ。同名シングルも先行リリースされているが、ここではアルバムについて記述する。
1996年11月18日にポリドールよりリリースされた。
初回盤はデジパック仕様であり、それを納める専用のプラケースも付属していた。
2001年2月7日にエクスタシーレコードより、2003年3月5日に東芝EMIより再リリースされ、2017年にはBELOVED Anthology(後述)としてリリースされた。

## 解説
前作『BEAT out!』から、わずか9か月という短いスパンで同年にリリースされた。本作は、『BEAT out! reprise』ツアーやアイスランド、ロンドンでの撮影などと並行して制作が行われた。TAKUROは、レコーディングの忙しさのピークを迎えていた時期であり、初の日本武道館公演の翌日からスタジオに入って、10日間で7曲詞を書いたこともあったと語っている。

## 評価
雑誌『ぴあ』は、「今年前半に前作『BEAT out!』がヒットし、続くホール･ツアーさらに初の武道館公演と、バンドの存在が大きく飛躍したとしになったが、その経験や成果が作品の質として確実に反映されている。」と評価。
音楽誌『POP BEAT』は、「聴かせどころ、遊びどころをきっちりと押さえた傑作。待ちわびていたリスナーへの愛情もしっかり伝わってくる。」とそれぞれ評価している。

## 記録
- 前作に引き続きオリコンチャート1位を獲得、シングル・アルバム通じて初のミリオンセラーを達成した。GLAYのアルバムは本作から5作連続でミリオンセラーとなっている。
- 第39回日本レコード大賞アルバム大賞を受賞。

## 収録曲
| 全作詞・作曲: TAKURO（M-4,M-6, 作曲: JIRO）、全編曲: GLAY・佐久間正英。 |                                  |                                 |                                 |      |
| #                                                                       | タイトル                         | 作詞                            | 作曲・編曲                      | 時間 |
| 1.                                                                      | 「GROOVY TOUR」                  | TAKURO （M-4,M-6, 作曲: JIRO ） | TAKURO （M-4,M-6, 作曲: JIRO ） | 6:12 |
| 2.                                                                      | 「Lovers change fighters, cool」 | TAKURO （M-4,M-6, 作曲: JIRO ） | TAKURO （M-4,M-6, 作曲: JIRO ） | 3:59 |
| 3.                                                                      | 「BELOVED」                      | TAKURO （M-4,M-6, 作曲: JIRO ） | TAKURO （M-4,M-6, 作曲: JIRO ） | 4:45 |
| 4.                                                                      | 「SHUTTER SPEEDSのテーマ」       | TAKURO （M-4,M-6, 作曲: JIRO ） | TAKURO （M-4,M-6, 作曲: JIRO ） | 3:26 |
| 5.                                                                      | 「Fairy Story」                  | TAKURO （M-4,M-6, 作曲: JIRO ） | TAKURO （M-4,M-6, 作曲: JIRO ） | 4:07 |
| 6.                                                                      | 「カナリヤ」                     | TAKURO （M-4,M-6, 作曲: JIRO ） | TAKURO （M-4,M-6, 作曲: JIRO ） | 6:52 |
| 7.                                                                      | 「HIT THE WORLD CHART!」         | TAKURO （M-4,M-6, 作曲: JIRO ） | TAKURO （M-4,M-6, 作曲: JIRO ） | 5:30 |
| 8.                                                                      | 「a Boy〜ずっと忘れない〜」      | TAKURO （M-4,M-6, 作曲: JIRO ） | TAKURO （M-4,M-6, 作曲: JIRO ） | 4:50 |
| 9.                                                                      | 「春を愛する人」                 | TAKURO （M-4,M-6, 作曲: JIRO ） | TAKURO （M-4,M-6, 作曲: JIRO ） | 5:02 |
| 10.                                                                     | 「カーテンコール」               | TAKURO （M-4,M-6, 作曲: JIRO ） | TAKURO （M-4,M-6, 作曲: JIRO ） | 5:35 |
| 11.                                                                     | 「都忘れ」                       | TAKURO （M-4,M-6, 作曲: JIRO ） | TAKURO （M-4,M-6, 作曲: JIRO ） | 5:04 |
| 12.                                                                     | 「RHAPSODY」                     | TAKURO （M-4,M-6, 作曲: JIRO ） | TAKURO （M-4,M-6, 作曲: JIRO ） | 5:16 |
| 合計時間:                                                               | 合計時間:                        | 60:38                           |                                 |      |

### 楽曲解説
1. GROOVY TOUR
三菱自動車工業「PAJERO Jr.」CMソング。
本曲のツアーとは、『BEAT out! '96』、『BEAT out! reprise』の2つのツアーのことを指しており、TAKUROは本曲に関して、「自分の中で凄く大きな存在だった『BEAT out！』というアルバムにけりをつけて、次の『BELOVED』からの世界観がこの曲から広がっていくという。1曲目はそういう曲にしたかったんです。」と語っている[6]。
歌詞中に出てくる“D.I.E.”とは、当時サポートメンバーだったキーボーディストD.I.E.のことである。このように、各所で内輪ネタが散見される歌詞になっている。コーラスは、JIROが担当している。
2. Lovers change fighters, cool
速いハード・ナンバーに、恋人同士の諍いや男女関係の業を描いた歌詞が乗せられている。TAKURO曰く、「倦怠期を迎えた恋人たちに贈りたい曲」[6]。
また、JIROは本曲に関して「インディーズの頃からやってたGLAYの流れがある96年型の曲。」と述べており、「今までの流れだけじゃなくて、新たなGLAYのシーンを作らなきゃダメだと思ったから、この曲は何度もアレンジしなおした」と語っており[6]、TERUは歌入れに凄く苦労したと語っている[6]。
3. BELOVED
先行シングル、及び本作のタイトルチューンでもある。シングルと微妙にバージョンが異なる。
4. SHUTTER SPEEDSのテーマ
JIROが初めて作曲した曲。頭の中で最初のイントロのリフが浮かんで、ベースを持ったら5分くらいで完成したと語っている[6]。
冒頭の部分はJIRO自らがボーカルを担当しており、最初は全部TERUが歌う予定だったが、武道館でのライブ[3]で初めて披露することになった時にインパクトをつけたいと考え、自分で歌おうと思い担当したとJIROが語っている[6]。
歌詞はTAKUROが担当しており、当時TAKUROにとって他の人の曲に詞を書くのは初めてで、この曲自体がGLAYの中でも異端児だったため、歌詞も異端児な内容で書いたと語っている[6]。
ライブにおいて演奏される機会が多く、「よりを戻したんだって人騒がせ、○○!!」の○○の部分にその時の地名やライブ会場名を入れて歌うのが定番となっている。
後にベスト・アルバム『DRIVE-GLAY complete BEST』に収録。また、ベストアルバム『THE GREAT VACATION VOL.2 〜SUPER BEST OF GLAY〜』にも、再録で収録された。
5. Fairy Story
ノー・イントロでスタートする、冬の或る物語を綴った楽曲。楽曲の展開に沿って歌詞中の物語も展開してゆく、ストーリー・テリング要素を含む歌詞である。
HISASHIが気に入っている曲の一つであり、「アルバムには入ってるけど、ライブでは絶対にやらないし、シングルカットもされないけれども一番好きだっていう曲が誰にでもあると思うんですよね。この曲は僕にとってそんな曲。」と述べている[6]。
6. カナリヤ
JIROがクラシックギターを弾きながら作った曲で、「SHUTTER SPEEDSのテーマ」と同様、原型は5分くらいで完成したと語っている[6]。
2004年秋期に行なわれたアリーナ・ツアー「THE FRUSTRATED -extreme-」において、何箇所かで披露された。
7. HIT THE WORLD CHART！
  - 作詞・作曲：TAKURO / 編曲：GLAY、佐久間正英

GLAYの名前やメンバーの顔がだんだんと世間に知られてきて、有名になる怖さを感じ始めた頃に作った曲であるとTAKUROとTERUが語っている[6]。Bメロのコーラスは、HISASHIが担当している。
TERUが不定期に開催する男性限定ライヴ・イベントにおいて、頻繁に演奏される。
8. a Boy〜ずっと忘れない〜
10thシングル。NHK『ポップジャム』エンディングテーマにも採用された、本作の先行シングル。
9. 春を愛する人
三菱自動車工業「PAJERO Jr.」CMソング。
サビは全部で5つあり、それぞれ春夏秋冬、そして最後に春を歌っている。ミュージック・ビデオも制作され、『VIDEO GLAY 3』に収録されている。後に11thシングル「口唇」のカップリングにも収録された。
ベストアルバム『DRIVE-GLAY complete BEST』、『THE GREAT VACATION VOL.2 〜SUPER BEST OF GLAY〜』にも収録されている。
10. カーテンコール
この曲の原型はTAKUROが中学生のときに出来ており、20歳ぐらいの時に作られた[6]。当時はメロディーが年齢的な部分で中々歌えなかったが、今回出すのが一番いいだろうと考え、本作に収録された[6]。歌詞は武道館ライブ[3]明けに書かれたもの[6]。
また、本曲はYOSHIKIにも絶賛されたといわれている。ベストアルバム『THE GREAT VACATION VOL.2 〜SUPER BEST OF GLAY〜』にも収録された。
城田優が自身初となるJ-POPカバーアルバム『Mariage』にて、この曲をカバーした[7]。
11. 都忘れ
この曲が出来たのは「グロリアス」とほぼ同時期であり、どちらをシングルとするかで悩んだという[6]。なお、タイトルが演歌のようだという理由で一度はメンバーから収録を反対されたものの、「このアルバムで一番自信のある部分」ということでTAKUROが収録を押し切った。
12. RHAPSODY
8ビート系のアップテンポナンバー。元々GLAYは80年代のビートものが好きで始めたバンドであるが、この手の8ビートは既に出尽くした感があったため、これまでGLAYでやるのを敢えて避けていた[6][8]。しかし、やっぱり自分たちが気持ちよかったり、楽しくなれるものは素直にやろうと思い、この楽曲が作られた[6]。そのため、JIROとHISASHIは、「究極の開き直りソング」と呼んでいる[6]。
本来は「都忘れ」を最後とするつもりであったが、「激しい曲で終わらせよう」ということでこの曲が最終曲になった。TAKUROはミュージック・ビデオ制作後に、この曲が好きになったという[9]。ベスト・アルバム『REVIEW-BEST OF GLAY』にも収録されている。函館時代にも同名のタイトルの曲があり、デモテープ「SCANDAL 5TH IMAGES」「Rose Color」に収録されているが、こちらは全く異なる曲である。

## 演奏
- 永井利光：Drums
- D.I.E.：Piano, Keyboards, Computer Programming
- 佐久間正英：Computer Programming, Keyboards

## BELOVED Anthology
『BELOVED Anthology』（ビーラヴド・アンソロジー）は、日本のロックバンドであるGLAYの3作目のアルバム『BELOVED』の復刻盤。
2017年9月20日に、LSGから発売。

### 概要
- アンソロジーシリーズとしては5作目。
- 2CD+1DVDの3枚組と、当時の貴重な資料を収めたブックレット付[11]。DISC1にはアルバム『BELOVED』の全曲と、10th「a Boy〜ずっと忘れない〜」のカップリング「neuromancer」、そして11thシングル「口唇」の2曲を追加し、リミックス・リマスタリングを施した音源を収録。エンジニアはマイケル・ツィマリング[12]。
- DISC2にはDISC1収録曲のデモ音源を収録。そしてDISC3はDVDになっており、「BELOVED」に関するインタビューと永井利光や、数々のGLAY映像作品を手掛けた翁長裕監督の秘蔵プライベート映像を編集したドキュメンタリー映像とメンバーコメンタリーを収録[12]。
- オリコン週間アルバムチャート(2017年10月02日付)では、初週で6,352枚を売り上げ9位を獲得[13][10]。

### 収録曲

#### Disc 1
BELOVED Remix & Remastering 2017
1. GROOVY TOUR
2. Lovers change fighters, cool
3. BELOVED
4. SHUTTER SPEEDSのテーマ
5. Fairy Story
6. カナリヤ
7. HIT THE WORLD CHART!
8. a Boy〜ずっと忘れない〜
9. 春を愛する人
10. カーテンコール
11. 都忘れ
12. RHAPSODY
13. neuromancer
10thシングル「a Boy〜ずっと忘れない〜」のカップリング曲。
14. 口唇
11thシングル。本作にはピアノイントロが追加されている[14]。

#### Disc 2
BELOVED Anthology Demo 1996
1. GROOVY TOUR Demo
2. Lovers change fighters,cool Demo
3. BELOVED Demo
4. SHUTTER SPEEDSのテーマ Demo
5. Fairy Story Demo
6. カナリヤ Demo
7. HIT THE WORLD CHART! Demo
8. a Boy〜ずっと忘れない〜 Demo
9. 春を愛する人 Demo
10. カーテンコール Demo
11. 都忘れ Demo
12. RHAPSODY Demo
13. neuromancer Demo
14. 口唇 Demo ver.1
15. 口唇 Demo ver.2

#### DVD
Document of BELOVED Days